# Gianmarco Pozzecco
Gianmarco Pozzecco (Gorica 1972.) je bivši talijanski košarkaš i talijanski reprezentativac. Igrao je na mjestu beka. Visine je 180 cm. Igrao je u Euroligi sezone 1998./99. za talijanski Pallacanestro Varese. Još je igrao za ruske Himke, Fortitudo iz Bologne. Sudjelovao je na OI 2004. gdje je osvojio srebro.
Trenutačno je izbornik Italije.